# Iñigo Urkullu Renteria
Iñigo Urkullu Renteria (Alonsotegi, 18 september 1961) is een Spaans politicus van de Baskische partij PNV en huidig president van het Baskenland (lehendakari), sinds 15 december 2012.
- Biblioteca Nacional de España: XX4611587
- Gemeinsame Normdatei: 1234679191
- International Standard Name Identifier: 0000 0001 1825 4509
- Système universitaire de documentation: 154845310
- Virtual International Authority File: 169287624
- WorldCat: E39PBJvMw7CbkQrPmxxGHhhj4q